# Майнор-Гілл (Теннессі)
Майнор-Гілл (англ. Minor Hill) — місто (англ. city) в США, в окрузі Джайлс штату Теннессі. Населення — 504 особи (2020).

## Географія
Майнор-Гілл розташований за координатами 35°2′25″ пн. ш. 87°10′12″ зх. д. / 35.04028° пн. ш. 87.17000° зх. д. (35.040162, -87.170045).  За даними Бюро перепису населення США в 2010 році місто мало площу 4,46 км², уся площа — суходіл.

## Демографія
Згідно з переписом 2010 року, у місті мешкало 537 осіб у 215 домогосподарствах у складі 150 родин. Густота населення становила 120 осіб/км².  Було 247 помешкань (55/км²).
Расовий склад населення:
| - 96,8 % — білих - 1,7 % — чорних або афроамериканців - 0,2 % — азіатів |

До двох чи більше рас належало 0,4 %. Частка іспаномовних становила 1,1 % від усіх жителів.
За віковим діапазоном населення розподілялося таким чином: 24,8 % — особи молодші 18 років, 61,2 % — особи у віці 18—64 років, 14,0 % — особи у віці 65 років та старші. Медіана віку мешканця становила 39,2 року. На 100 осіб жіночої статі у місті припадало 96,0 чоловіків;  на 100 жінок у віці від 18 років та старших — 97,1 чоловіків також старших 18 років.
Середній дохід на одне домашнє господарство  становив 40 652 долари США (медіана — 34 479), а середній дохід на одну сім'ю — 45 039 доларів (медіана — 45 417). За межею бідності перебувало 14,4 % осіб, у тому числі 11,6 % дітей у віці до 18 років та 12,5 % осіб у віці 65 років та старших.
Цивільне працевлаштоване населення становило 288 осіб. Основні галузі зайнятості: освіта, охорона здоров'я та соціальна допомога — 25,7 %, роздрібна торгівля — 15,3 %, виробництво — 13,9 %.